# Setoxylobates diversiporosus
Setoxylobates diversiporosus är en kvalsterart som först beskrevs av Hammer 1973.  Setoxylobates diversiporosus ingår i släktet Setoxylobates och familjen Protoribatidae. Inga underarter finns listade i Catalogue of Life.